# Marcus Morris
Marcus Thomas Morris sr., detto Mook (Filadelfia, 2 settembre 1989), è un cestista statunitense, professionista nella NBA.

## Biografia
È il fratello gemello di Markieff Morris, cestista dei Los Angeles Lakers. I due giocarono insieme nei Phoenix Suns per due stagioni e mezzo (dal febbraio 2013 fino alla fine della stagione 2014-15).

## Carriera

### Houston Rockets (2011-2013)
Venne scelto al primo giro (14ª scelta) del Draft NBA 2011, figurò nel roster degli Houston Rockets, e contemporaneamente milita nella squadra affiliata dei Rio Grande Valley Vipers, in D-League.
Nel primo anno a Houston oltre ad aver giocato 11 partite in D-League (tenendo una media di 20,7 punti a partita) ne giocò 17 con la franchigia texana, che a fine anno si piazzò nona nella graduatoria della Western Conference senz'arrivare ai playoffs.
Nella stagione successiva Morris trova molto più spazio, arrivando a disputare 54 partite, di cui 17 nel quintetto base, fino al 21 febbraio 2013, giorno in cui viene ceduto via trade ai Phoenix Suns.

### Phoenix Suns (2013-2015)
Il 21 febbraio 2013 venne scambiato e raggiunge il fratello gemello Markieff Morris fra le file dei Phoenix Suns.
Nella prima mezza stagione Marcus disputa 23 partite anche se solo 6 da titolare.
La stagione successiva per i Suns partì con molte aspettative negative: vennero acquistati il playmaker Eric Bledsoe (ex riserva di Chris Paul ai Los Angeles Clippers ma con delle ottime qualità tecniche che passarono inosservate ai Suns che decisero di puntare su di lui come riserva di Goran Dragić), il veterano Caron Butler (vincitore, seppur da riserva e senza aver disputato i play-off di quell'anno a causa di un infortunio, di un anello nel 2011 con i Dallas Mavericks) e Gerald Green (giocatore dalle ottime qualità, ma mai completamente esploso), e le cessioni di Jared Dudley ai Los Angeles Clippers (rientrò nella trattativa che portò Eric Bledsoe a vestire i colori dei Suns) e del centro titolare della squadra Marcin Gortat che venne ceduto agli Washington Wizards in cambio di Emeka Okafor (che non giocherà neanche una partita a causa di un grave infortunio) e una futura prima scelta al Draft 2014. Viene ingaggiato come allenatore Jeff Hornacek che è alla prima esperienza da capo allenatore sulla panchina di una squadra NBA dopo un'ottima carriera da giocatore appunto tra Phoenix Suns, Philadelphia 76ers e Utah Jazz (con quest'ultima giocò insieme allo storico duo Stockton-Malone ed andò per due volte vicino alla vittoria dell'anello nel 1997 e nel 1998, perdendo in entrambi i casi contro i Chicago Bulls di Michael Jordan, Dennis Rodman e Scottie Pippen), ed essere stato vice-allenatore proprio degli Utah Jazz nei due anni precedenti (2011-2013 per la precisione)
Tuttavia la stagione andò nettamente oltre ogni aspettativa per i Phoenix Suns, grazie alle esplosioni di Dragić, Bledsoe (che disputerà solo 43 partite a causa di un grave infortunio subito nell'ultima gara del 2013 contro la sua ex squadra, ovvero i Clippers, che lo ha costretto a stare in infermeria fino ai primi di marzo) e Gerald Green si ritrovarono a lottare per un playoffs nella competitiva Western Conference.
Durante questa stagione Marcus fu la riserva di P.J. Tucker, e in tutto l'anno disputò 82 partite (una in più dell'ex giocatore di Montegranaro), ma solamente 1 da titolare (Tucker invece ne giocò 81 nel quintetto base). Nonostante tutto tenne ottime medie, tra cui i 9,7 punti, il 38,1% da tre punti, 0,9 palle rubate a partita e il 76,1% ai tiri liberi.
I Suns, nonostante abbiano un'alta percentuale di vittorie (il 58,5% che corrisponde a un record di 48-34), a fine stagione si piazzano noni nella Western Conference mancando di un soffio la qualificazione ai play-off.
Nella stagione successiva Marcus parte più spesso nel quintetto titolare (35 volte in 81 partite rispetto all'1 volta su 82 partite della stagione precedente) migliorando quasi tutte le voci statistiche (tra cui la media punti che passa da 9,7 a 10,4 punti a partita). Tuttavia, nonostante tutte le sue statistiche migliorino, la squadra, anche a causa della cessione di Goran Dragić ai Miami Heat in febbraio, peggiorò il proprio record di vittorie e ancora una volta non riuscì a qualificarsi ai playoffs.
Durante questa stagione, il 7 febbraio 2015, realizza il suo career-high di punti (34) e rimbalzi (12) nella partita casalinga contro gli Utah Jazz vinta 100-93. Tra l'altro lui in quella partita era partito dalla panchina: diventò il secondo giocatore durante la stagione a realizzare una doppia doppia subentrando dalla panchina.
Il 23 marzo 2015 sia lui che suo fratello Markieff realizzarono una doppia doppia per la prima volta nella stessa partita nella gara contro i Dallas Mavericks.

### Detroit Pistons (2015-2017)
Il 10 luglio 2015 viene ceduto via trade ai Detroit Pistons separandosi così dal fratello gemello Markieff (che successivamente, ovvero il 10 febbraio 2016, lasciò anche lui Phoenix per andare agli Washington Wizards).
A Detroit è titolare fisso (80 partite disputate tutte nel quintetto base), nonostante la concorrenza del promettente rookie Stanley Johnson e Reggie Bullock.
Morris è importante per la franchigia del Michigan per il raggiungimento dell'ottavo posto finale con la media di 14,1 punti, 2,5 assist e 5,1 rimbalzi a partita.
I Detroit Pistons tornarono così ai playoffs dopo 7 stagioni di assenza. Tuttavia, seppur la squadra non disputò una cattiva serie, venne eliminati (esattamente come 7 anni prima) dai Cleveland Cavaliers di LeBron James per 4-0.
Nei play-off partì titolare in tutte e 4 le partite della serie, migliorando quasi tutte le voci statistiche personali rispetto alla regular season tra cui i 17,8 punti a partita.
Nella stagione successiva fu nuovamente il titolare fisso della squadra nel ruolo di AP, che tuttavia non riuscì a ripetersi non raggiungendo così i play-off. Nel mese di febbraio Morris sfoggiò due grandi prestazioni: il 4 febbraio 2017 nella gara vinta per 116-108 in casa contro i Minnesota Timberwolves Morris segnò 36 punti. Il 1º marzo invece nella gara vinta in casa all'overtime per 120-113 contro i Portland Trail Blazers Morris segnò 37 punti, realizzando così il suo career-high di punti. Ancora una volta Morris giocò quasi tutte le partite della squadra (79 su 82) e partì sempre titolare. Anche in questo caso i Pistons non riuscirono a ripetersi in quanto arrivarono decimi a est con un record di 37 vittorie e 45 sconfitte, non riuscendo così a tornare nei playoffs.

### Boston Celtics (2017-2019)
Il 7 luglio venne scambiato ai Boston Celtics per la guardia Avery Bradley e una scelta al secondo giro del draft 2019. Il 31 marzo 2018, mise a segno 25 punti nella vittoria 110–99 contro i Toronto Raptors.

### New York Knicks (2019-2020)
Il 16 luglio 2019 firmò per i New York Knicks. Il 5 gennaio 2020, Morris mise a segno il suo career high con 38 punti nella sconfitta 135-132 contro i Los Angeles Clippers.

### Los Angeles Clippers (2020-)
Il 6 febbraio 2020 i Knicks lo cedettero ai Los Angeles Clippers in uno scambio a tre con i Washington Wizards, che portò Maurice Harkless a New York e Jerome Robinson a Washington; i Clippers acquisirono Isaiah Thomas dagli Wizards. Morris debuttò per i Clippers il 9 febbraio 2020, segnando 10 punti nella vittoria 133-92 contro i Cleveland Cavaliers. Il 30 agosto 2020 venne espulso nella gara 6 dei playoff contro i Dallas Mavericks per un fallo Flagrant 2 contro Luka Doncic.

## Statistiche

### NCAA
| Anno      | Squadra         | PG  | PT | MP   | TC%  | 3P%  | TL%  | RP  | AP  | PRP | SP  | PP   |
| --------- | --------------- | --- | -- | ---- | ---- | ---- | ---- | --- | --- | --- | --- | ---- |
| 2008-2009 | Kansas Jayhawks | 35  | 22 | 18,5 | 49,5 | 40,0 | 60,4 | 4,7 | 1,1 | 1,0 | 0,3 | 7,4  |
| 2009-2010 | Kansas Jayhawks | 36  | 33 | 24,7 | 57,0 | 37,5 | 66,0 | 6,1 | 1,0 | 0,9 | 0,3 | 12,8 |
| 2010-2011 | Kansas Jayhawks | 38  | 36 | 28,3 | 57,0 | 34,2 | 68,8 | 7,6 | 1,6 | 0,8 | 0,6 | 17,2 |
| Carriera  | Carriera        | 109 | 91 | 24,0 | 55,5 | 35,8 | 66,0 | 6,2 | 1,3 | 0,9 | 0,4 | 12,6 |

#### Massimi in carriera
- Massimo di punti: 33 vs Iowa State (12 gennaio 2011)[14]
- Massimo di rimbalzi: 16 vs Virginia Commonwealth (27 marzo 2011)
- Massimo di assist: 6 vs Syracuse (25 novembre 2008)
- Massimo di palle rubate: 4 vs Florida Gulf Coast (18 novembre 2008)
- Massimo di stoppate: 2 (8 volte)
- Massimo di minuti giocati: 39 vs Michigan (9 gennaio 2011)

### NBA

#### Regular Season
| Anno      | Squadra             | PG  | PT  | MP   | TC%  | 3P%  | TL%  | RP  | AP  | PRP | SP  | PP   |
| --------- | ------------------- | --- | --- | ---- | ---- | ---- | ---- | --- | --- | --- | --- | ---- |
| 2011-2012 | Houston Rockets     | 17  | 0   | 7,4  | 29,6 | 11,8 | 75,0 | 0,9 | 0,2 | 0,1 | 0,1 | 2,4  |
| 2012-2013 | Houston Rockets     | 54  | 17  | 21,4 | 42,8 | 38,1 | 65,3 | 4,1 | 0,9 | 0,5 | 0,3 | 8,6  |
| 2012-2013 | Phoenix Suns        | 23  | 6   | 16,1 | 40,5 | 30,8 | 40,5 | 2,5 | 0,7 | 0,8 | 0,2 | 5,7  |
| 2013-2014 | Phoenix Suns        | 82  | 1   | 22,0 | 44,2 | 38,1 | 76,1 | 3,9 | 1,1 | 0,9 | 0,2 | 9,7  |
| 2014-2015 | Phoenix Suns        | 81  | 35  | 25,2 | 43,4 | 35,8 | 62,8 | 4,8 | 1,6 | 0,8 | 0,2 | 10,4 |
| 2015-2016 | Detroit Pistons     | 80  | 80  | 35,7 | 43,4 | 36,2 | 74,9 | 5,1 | 2,5 | 0,8 | 0,3 | 14,1 |
| 2016-2017 | Detroit Pistons     | 79  | 79  | 32,5 | 41,8 | 33,1 | 78,4 | 4,6 | 2,0 | 0,7 | 0,3 | 14,0 |
| 2017-2018 | Boston Celtics      | 54  | 21  | 26,8 | 42,9 | 36,8 | 80,5 | 5,4 | 1,3 | 0,6 | 0,2 | 13,6 |
| 2018-2019 | Boston Celtics      | 75  | 53  | 27,9 | 44,7 | 37,5 | 84,4 | 6,1 | 1,5 | 0,6 | 0,3 | 13,9 |
| 2019-2020 | N.Y. Knicks         | 43  | 43  | 32,3 | 44,2 | 43,9 | 82,3 | 5,4 | 1,4 | 0,8 | 0,4 | 19,6 |
| 2019-2020 | L.A. Clippers       | 19  | 19  | 28,9 | 42,5 | 31,0 | 81,8 | 4,1 | 1,4 | 0,7 | 0,7 | 10,1 |
| 2020-2021 | L.A. Clippers       | 57  | 29  | 26,3 | 47,3 | 47,3 | 82,0 | 4,1 | 1,0 | 0,6 | 0,3 | 13,4 |
| 2021-2022 | L.A. Clippers       | 54  | 54  | 29,0 | 43,4 | 36,7 | 87,2 | 4,4 | 2,1 | 0,5 | 0,3 | 15,4 |
| 2022-2023 | L.A. Clippers       | 65  | 65  | 28,1 | 42,6 | 36,4 | 78,2 | 4,0 | 1,8 | 0,6 | 0,3 | 11,2 |
| 2023-2024 | Philadelphia 76ers  | 37  | 7   | 17,2 | 43,9 | 40,0 | 86,1 | 2,9 | 0,7 | 0,4 | 0,3 | 6,7  |
| 2023-2024 | Cleveland Cavaliers | 12  | 0   | 15,0 | 44,1 | 41,4 | 62,5 | 2,1 | 0,8 | 0,2 | 0,2 | 5,8  |
| Carriera  | Carriera            | 832 | 509 | 26,6 | 43,5 | 37,7 | 77,4 | 4,4 | 1,5 | 0,7 | 0,3 | 12,0 |

#### Play-off
| Anno     | Squadra             | PG | PT | MP   | TC%  | 3P%  | TL%  | RP  | AP  | PRP | SP  | PP   |
| -------- | ------------------- | -- | -- | ---- | ---- | ---- | ---- | --- | --- | --- | --- | ---- |
| 2016     | Detroit Pistons     | 4  | 4  | 36,0 | 46,8 | 38,9 | 87,0 | 3,3 | 2,5 | 0,5 | 0,0 | 17,8 |
| 2018     | Boston Celtics      | 19 | 4  | 29,6 | 36,8 | 41,7 | 71,2 | 5,4 | 1,1 | 0,4 | 0,3 | 12,4 |
| 2019     | Boston Celtics      | 9  | 4  | 28,2 | 51,9 | 45,0 | 74,2 | 8,1 | 1,2 | 0,1 | 0,6 | 13,7 |
| 2020     | L.A. Clippers       | 13 | 13 | 29,8 | 50,5 | 47,5 | 92,9 | 4,8 | 1,6 | 0,8 | 0,1 | 11,8 |
| 2021     | L.A. Clippers       | 19 | 18 | 31,8 | 43,0 | 37,5 | 75,0 | 4,3 | 1,5 | 0,5 | 0,5 | 12,2 |
| 2023     | L.A. Clippers       | 3  | 2  | 22,7 | 34,5 | 16,7 | 100  | 4,0 | 0,0 | 0,3 | 0,3 | 8,7  |
| 2024     | Cleveland Cavaliers | 9  | 1  | 15,3 | 45,8 | 39,1 | 66,7 | 2,8 | 0,3 | 0,4 | 0,0 | 6,1  |
| Carriera | Carriera            | 76 | 46 | 28,4 | 43,3 | 40,6 | 77,1 | 4,9 | 1,2 | 0,5 | 0,3 | 11,8 |

#### Massimi in carriera
- Massimo di punti: 38 vs Los Angeles Clippers (5 gennaio 2020)[15]
- Massimo di rimbalzi: 14 (3 volte)
- Massimo di assist: 8 vs Philadelphia 76ers (24 febbraio 2016)
- Massimo di palle rubate: 5 vs Sacramento Kings (11 novembre 2015)
- Massimo di stoppate: 4 vs Orlando Magic (30 ottobre 2019)
- Massimo di minuti giocati: 57 vs Chicago Bulls (18 dicembre 2015)

## Palmarès
- NCAA AP All-America Second Team (2011)